# بيروكسيد الكروم السداسي
بيروكسيد الكروم السداسي هو مركب كيميائي صيغته CrO5، وهو مركب غير مستقر، لا يمكن عزله في الحالة الصلبة، ويوجد فقط على هيئة محلول أزرق.

## التحضير
يحضر هذا المركب من تفاعل أيون ثنائي الكرومات في محلول حمضي من حمض الكبريتيك أو حمض النتريك مع بيروكسيد الهيدروجين:
{\displaystyle \mathrm {Cr_{2}O_{7}^{2-}+4\ H_{2}O_{2}+2\ H^{+}\longrightarrow 2\ [CrO(O_{2})_{2}]+5\ H_{2}O} }

## الخواص
إن بيروكسيد الكروم السداسي مركب غير مستقر، وهو يبدو على هيئة محلول أزرق داكن اللون، ويمكن تثبيته بإضافة مذيبات مثل ثنائي إيثيل الإيثر أو البوتانول أو أسيتات الأميل.

## الاستخدامات
يستخدم تفاعل تشكيل بيروكسيد الكروم السداسي للكشف التقليدي عن الكروم في المختبرات الكيميائية، كما يستفاد من خواصه المؤكسدة القوية.